# Dionda
El género Dionda son peces ciprínidos de agua dulce incluidos en el orden Cypriniformes, distribuidos por ríos de México y sur de Estados Unidos.
Son carpas de pequeño tamaño, entre 5 y 9 cm de longitud máxima.
Su hábitat natural es bentopelágico de clima subtropical.

## Especies
El género agrupaba hasta el año 2008 un total de doce especies, fecha en que se dividió en dos géneros sobre la base de análisis filogenéticos recientes, separando de él al género Tampichthys, con lo que Dionda queda solo con las seis especies siguientes:
- Dionda argentosa (Girard, 1856) - Carpa de manantial
- Dionda diaboli (Hubbsy Brown, 1957) - Carpa diabla
- Dionda episcopa (Girard, 1856) - Carpa obispa
- Dionda melanops (Girard, 1856) - Carpa manchada
- Dionda nigrotaeniata (Cope, 1880)
- Dionda serena (Girard, 1856)